# Italsat
I satelliti Italsat F1 ed F2 sono due satelliti italiani sperimentali-preoperativi di telecomunicazioni, lanciati rispettivamente il 16 gennaio 1991 e l'8 agosto 1996. Si tratta di satelliti tecnologicamente molto avanzati, realizzati dall'Alenia Spazio come capocommessa industriale (e nella cui cordata faceva parte anche la LABEN) nell'ambito di un programma gestito dall'Agenzia Spaziale Italiana.

## Descrizione
Le principali scelte sistemistiche e tecnologiche dell'Italsat sono:
- la copertura del territorio nazionale con 6 fasci d'irradiazione circolari ad alta direttività e con un errore di puntamento residuo inferiore a 3 centesimi di grado, oltre ad un fascio ellittico a copertura nazionale di 1,06° × 1,55°;
- l'utilizzo esclusivo di tecniche numeriche di trasmissione con accesso multiplo a divisione di tempo (TDMA);
- la rigenerazione dei segnali con mo-demodulazione a bordo, connettività spaziale riconfigurabile e trattamento della segnalazione alle stazioni terrene;
- l'impiego di frequenze nella banda Ka (20 GHz nella tratta satellite – Terra e 30 GHz nella tratta Terra – satellite);
- un sottosistema alle frequenze di 40 GHz e 50 GHz per esperimenti di propagazione sull'unità di volo F1. Questo apparato è stato sostituito sull'unità F2 con un ripetitore trasparente in banda L (1,4 GHz - 1,6 GHz) per i collegamenti con mezzi mobili ed in banda Ku (12 – 14 GHz) per i collegamenti di “alimentazione” con le stazioni terrene, con copertura di Europa e Nord Africa.

## Funzionalità
Il sistema Italsat multifascio è stato progettato per essere integrato con la rete telefonica pubblica interdistrettuale di Telecom Italia per far fronte a traffico di trabocco o per smaltire punte di traffico stagionali. Il segmento di terra iniziale era costituito da sette stazioni (Roma Laurentino, Torino, Cagliari, Bari, Palermo, Verona, Milano) gestite da una stazione master al Centro spaziale del Fucino della Telespazio. Il sistema a copertura nazionale è stato impiegato per trasmissioni in tecnica numerica o analogica con piccoli terminali di utente (antenne da 1,2-1,8 m e potenza in trasmissione di 5-25 W, a seconda del tipo di applicazione).